# فيليبو تاسو
فيليبو تاسو (بالإيطالية: Filippo Tasso)‏ هو لاعب كرة قدم إيطالي في مركز الهجوم، ولد في 26 أغسطس 1940 في ميلانو في إيطاليا، وتوفي في 17 ديسمبر 2021 في مودنة في إيطاليا. لعب مع نادي ألساندريا ونادي باليرمو ونادي بياتشينزا ونادي تارانتو 1927 ونادي روما ونادي ساسولو ونادي فانفولا ونادي ليتشي ونادي مونزا.